# Reinhard Tarrach
 (juin 2023).
Reinhard "Dicky" Tarrach (né le 21 septembre 1944 à Hambourg) est un batteur et un joueur de synthétiseur allemand.

## Biographie
Selon les souhaits de ses parents, Tarrach devait faire carrière dans la fonction publique. Il décide toutefois de mener une vie artistique. En 1962, il devient le batteur du groupe beat The Rattles. Les Rattles accompagnent les Beatles lors de leur tournée en Allemagne en juillet 1966. En 1968, Achim Reichel et lui quittent le groupe et fondent un groupe appelé Wonderland, avec lequel ils peuvent bientôt enregistrer deux singles à succès, Moscow et Boomerang.
En 1972, Tarrach est l'un des membres fondateurs du groupe hambourgeois Randy Pie. En 1977, il intègre Rudolf Rock & die Schocker dont il est membre jusqu'en 1981, avec les musiciens de studio Michael Cretu, Manfred "Tissy" Thiers et Nils Tuxen qui crée le projet de synthpop Moti Special.
Tarrach publie pour la première fois en tant que soliste le titre Sioux (Indian Hymn) sous le titre Dicky Tarrach. Thomas Gottschalk utilise l'œuvre instrumentale de synthétiseur comme musique météo dans son émission B3-Radioshow. Le projet de studio suivant, dans lequel un synthétiseur est responsable du timbre, s'appelle Taracco (devenu Tarracco). Le titre Sultana est une reprise du succès du groupe hard rock Titanic. Peter Illmann utilise la chanson comme thème musical de ses émissions sur la ZDF P. I. T. – Peter-Illmann-Treff et Peters Pop Show.
En tant que batteur, Tarrach prend part en 1981 aux enregistrements de l'ambum Arabesque V / VI d'Arabesque et en 1983 à l'album de Peter Schilling, Fehler im System, et à la version anglaise, Error in the System.
En 1988, Tarrach revient dans les Rattles, avec lequel il se produit encore aujourd'hui. En 1990, il relance le projet Moti Special avec Nils Tuxen et deux nouveaux musiciens, Anders Mossberg et Frank Ardahl. Cependant, le succès n'a pas lieu.

## Discographie

### Album
- 1986 : Big Bang (en tant que Tarracco)

### Singles
en tant que Dicky Tarrach
- 1983 : Sioux (Indian Hymn)

en tant que Tarracco
- 1984 : Sultana
- 1985 : Voodoo Night
- 1985 : Whiplash
- 1986 : Best of Both Worlds
- 1988 : Sam Booker

## Source de la traduction
- (de) Cet article est partiellement ou en totalité issu de l’article de Wikipédia en allemand intitulé « Reinhard Tarrach » (voir la liste des auteurs).